# Tonino Baliardo
Tonino Antoine Baliardo (Montpellier; 1960) es un guitarrista francés de la etnia gitana y el guitarrista principal del grupo de rumba flamenca Gipsy Kings, ha vendido más de 18 millones de álbumes en todo el mundo.

## Biografía
Nació en Montpellier (Francia) y es hijo del guitarrista de flamenco francés Manitas de Plata.
Tonino Baliardo es el miembro más creativo del grupo, según Chico Bouchikhi, un exmiembro del grupo, quien coescribió su mayor éxito hasta la fecha de la canción de Bamboleo. 
Tonino Baliardo, como todos los otros miembros del grupo, no lee y no escribe música, tiene un montón de ideas y una gran imaginación, incluso iba a la escuela con una guitarra.
Su estilo impresionó a muchos guitarristas, y muchos se sorprenden al saber que Pablo Reyes no utiliza púas, salvo que Mizraby, como todos los demás miembros de los Gipsy Kings que no utiliza púas. Su estilo de escritura y el estilo de juego se remonta a los orígenes del flamenco español.
- Datos: Q4077119